# 연기소방서
연기소방서(燕岐消防署)는 충청남도 연기군의 소방업무를 담당했던 충청남도청 충청남도 소방본부 소속기관으로 연기소방서장은 지방소방정(4급 상당)으로 보했다. 충청남도 연기군 조치원읍 침산리 40-2에 위치하고 있었다. 2012년 7월 세종특별자치시 출범으로 연기군이 사라지자 세종소방본부가 설립되며 폐지되었다.

## 연혁
- 1947년 4월 18일 조치원소방서 설치
- 1950년 5월 27일 조치원소방서 폐지
- 1990년 3월 27일 공주소방서 조치원소방파출소
- 2008년 7월 1일 연기소방서 설치[4]
- 2008년 12월 26일 연기소방서 개서
- 2012년 7월 2일 연기소방서 폐지 및 세종소방본부 조치원소방서 신설[5]

## 같이 보기
- 세종소방본부
- 진해소방서
- 수원남부소방서